# Chích dải hung
Phylloscopus pulcher là một loài chim trong họ Phylloscopidae.